# Kemenesszentpéter
Kemenesszentpéter je vesnice v Maďarsku v župě Veszprém, spadající pod okres Pápa. Nachází se asi 13 km jihovýchodně od Beledu, 21 km severozápadně od Pápy, stejnou vzdálenost jižně od Csorny a 26 km jihozápadně od Tétu. V roce 2015 zde žilo 612 obyvatel, z nichž 89,5 % tvoří Maďaři.
Kemenesszentpéter leží na silnicích 8406 a 8426. Je přímo silničně spojen s obcemi Egyházaskesző, Magyargencs, Pápoc, Vág a Várkesző. Kemenesszentpéter leží u řeky Ráby.
V Kemenesszentpéteru se nachází katolický kostel sv. Petra, kaple Szent Vendel-kápolna a muzeum Horváth Emlékszoba. Je zde též hřbitov, hřiště, dva obchody, kavárna a dvě hospody.